# مامادی سواره
مامادی سواره (انگلیسی: Mamadi Souaré؛ زادهٔ ۱۰ ژانویهٔ ۱۹۷۱) بازیکن سابق و مربی فوتبال اهل گینه است.
وی همچنین در تیم ملی فوتبال گینه بازی کرده است.